# Michal Maršálek
Michal Maršálek (27. dubna 1949 Praha – 15. srpna 2023) byl český psychiatr, básník, esejista a vysokoškolský učitel.

## Životopis
Narodil se 27. dubna 1949 v Praze. V roce 1973 promoval na Fakultě všeobecného lékařství Univerzity Karlovy. O osm let později dokončil druhou atestaci z psychiatrie. Od roku 1973 pracoval v nemocnici Kosmonosy a později v Bohnicích. Rovněž působil jako odborný asistent a výzkumný pracovník na Psychiatrické kliniky 1. LF UK a následně i na Psychiatrického centra Praha.
Od roku 1994 vedl primariát Psychiatrické nemocnice Bohnice. V roce 2017 byl emeritován, ale i nadále zůstal v nemocnici v pozici mentora a pedagoga.
Napsal několik knih z oblasti psychiatrie, mezi něž patří například Z člověka oči (2007), Práce s mraky (2012) a Sfinze a hlemýžďům (2013).
Zemřel 15. srpna 2023 ve věku 74 let. Byl ženatý a měl dceru a syna.